# Epigynopteryx epionata
Epigynopteryx epionata är en fjärilsart som beskrevs av W. Warren 1897. Epigynopteryx epionata ingår i släktet Epigynopteryx och familjen mätare. Inga underarter finns listade i Catalogue of Life.